# Anna Lifezis
Anna (Annie) Renée Lifezis (Lifczis) (geboren als Anna Schermant 6. Februar 1902 in Wien, Österreich-Ungarn; gestorben 15. Juli 1987 ebenda) war eine österreichische Literaturagentin und Übersetzerin. Sie publizierte auch unter dem Pseudonym Annie Reney. 

## Leben
Anna Schermant war die Tochter des Arztes Julius Schermant und der Gisela Eirich. Sie heiratete 1926 den Rechtsanwalt Hugo Lifczis (1895–1970), dessen jüngerer Bruder Otto Lifczis war der Anwalt des Komponisten Alban Berg. Sie wohnten in einem Kondominium, das Bergs Witwe Helene Berg gehörte. Anna Lifczis arbeitete von 1921 bis 1931 als Verlagslektorin im Theaterverlag ihres Onkels Otto Eirich und danach für die Büchergilde Gutenberg und daneben auch als freiberufliche Übersetzerin aus dem Russischen. 
Nach dem Anschluss Österreichs im März 1938 floh sie mit ihrem Mann nach Zürich, von dort im Juli nach Paris, und sie emigrierten nach Argentinien. Sie änderten den Familiennamen in Lifezis. Sie betrieb in Buenos Aires eine Literaturagentur, die sich den emigrierten österreichischen Schriftstellern widmete. Mit Franz Horch, der nach New York geflohen war, gründete sie 1940 die „International Editors' Company“. Lifezis übersetzte, zusammen mit Elvira Martín, unter dem Pseudonym Annie Reney Werke von Leo Perutz ins Spanische und sorgte mit Unterstützung von Jorge Luis Borges für dessen Publizität in Lateinamerika. Sie übersetzten auch Franz Werfel und Alexander Lernet-Holenia. Mit dem Schauspieler und Regisseur Onofre Lovero sorgte sie 1957 für die erste spanischsprachige Inszenierung der Dreigroschenoper.
Im Jahr 1960 zog sie nach Barcelona. Nach Hugo Lifczis' Tod 1970 kehrte sie 1973 nach Wien zurück.

## Übersetzungen (Auswahl)
- Alexander Peregudow: Die Porzellanstadt. Roman. Übersetzung Boris Krotkow, Annie R. Lifczis. Holzschnitte Karl Rössing. Berlin : Büchergilde Gutenberg, 1932
- Alexei Silytsch Nowikow-Priboi: Die salzige Taufe : Roman einer Seefahrt. Übersetzung Boris Krotkow, Annie R. Lifczis. Berlin : Büchergilde Gutenberg, 1933
- Franz Werfel: Primavera en otoño. Übersetzung Elvira Martín, Annie Reney. Buenos Aires : Ediciones Siglo Veinte, 1946
- Franz Werfel: Juárez y Maximiliano. Drama. Übersetzung Elvira Martín, Annie Reney. Lithographien Edgar Koetz. Buenos Aires : Emecé, 1946 (Juarez und Maximilian)
- Leo Perutz: El maestro del juicio final. Übersetzung Elvira Martín, Annie Reney . Buenos Aires : Emecé, 1946
- Leo Perutz: Le Marquis de Bolibar. Übersetzung Elvira Martín, Annie Reney . Barcelona: Guada, 1964
- Leo Perutz: De noche, bajo el puente de piedra. Übersetzung Elvira Martín, Annie Reney . Barcelona: G.P., 1967
- Leo Perutz: Mientras dan las nueve. Übersetzung Elvira Martín, Annie Reney . Barcelona: Destino, 2005
- Alexander Lernet-Holenia: El estandarte. Übersetzung Elvira Martín, Annie Reney . Buenos Aires : Ediciones Siglo Veinte, 1946 (Die Standarte)
- Alexander Lernet-Holenia: La Cita. Übersetzung Annie Reney . Barcelona : Luis de Caralt, 1976
- Alexander Lernet-Holenia: El conde de Saint-Germain. Übersetzung Annie Reney . Barcelona : G.P., 1975
- Arthur Schnitzler: Teresa, crónica de la vida de una mujer. Übersetzung Elvira Martín, Annie Reney . Buenos Aires : Losada, 1951
- Bertolt Brecht: La Ópera de dos centavos. Übersetzung Onofre Lovero, Annie Reney. Buenos Aires : Losange, 1957
- Karl Wittlinger: Conoce usted la Vía Lácte?. Theaterstück. Übersetzung Javier Farias, Annie Reney. Buenos Aires : Ediciones del Carro de Tespis, 1960
- H. G. Wells: Die Zeitmaschine : Roman. Übersetzung Alexandra Auer, Annie Reney. München : Deutscher Taschenbuch-Verlag, 1996